# Bruxelles-Ingooigem 1965
La Bruxelles-Ingooigem 1965, diciottesima edizione della corsa, si svolse il 16 giugno su un percorso con arrivo a Ingooigem. Fu vinta dal belga Willy Bocklant della squadra Flandria-Roméo davanti al connazionale Benoni Beheyt e all'italiano Carmine Preziosi.

## Ordine d'arrivo (Top 10)
| Pos. | Corridore             | Squadra                  | Tempo    |
| ---- | --------------------- | ------------------------ | -------- |
| 1    | Willy Bocklant        | Flandria-Roméo           | 5h05'00" |
| 2    | Benoni Beheyt         | Wiel's-Groene Leeuw      | a 15"    |
| 3    | Carmine Preziosi      | Pelforth-Sauvage-Lejeune | s.t.     |
| 4    | Clément Roman         | Flandria-Roméo           | s.t.     |
| 5    | Leopold Van den Neste | Wiel's-Groene Leeuw      | a 30"    |
| 6    | Marcel Bostoen        | Mann-Grundig             |          |
| 7    | Arthur Decabooter     | Wiel's-Groene Leeuw      |          |
| 8    | Julien Haelterman     | Flandria-Romeo           |          |
| 9    | Joseph Mathy          | Solo-Superia             |          |
| 10   | Frans Verbeeck        | Wiel's-Groene Leeuw      |          |